# Столкновение двух Ил-14 над Киевом
Столкнове́ние двух Ил-14 над Ки́евом — авиационная катастрофа с участием двух самолётов Ил-14 компании «Аэрофлот», которые в субботу 17 августа 1957 года столкнулись в небе над городом Киев, а затем упали на жилые районы. Всего в катастрофе погибли 15 человек.

## Самолёты
Оба Ил-14 были из 86-го авиаотряда Украинского транспортного управления гражданского воздушного флота и были выпущены в 1957 году.
Ил-14М с бортовым номером Л-2071 (заводской — 7342408, серийный — 2408) был построен 11 февраля на ремонтном заводе № 84 (Ташкент), а на момент катастрофы имел 832 часа налёта. Пилотировал его экипаж, состоящий из командира Ивана Таволжанова, бортмеханика Андрея Кучина, бортрадиста-инструктора Леонида Новикова и бортрадиста Василия Рябеца. Ещё в состав экипажа входил проверяющий — заместитель командира эскадрильи Иван Тарапунов.
Ил-14Г с бортовым номером Л-1360 (заводской — 147001432, серийный — 14-32) был построен в мае на авиазаводе № 30 (Москва), а на момент катастрофы имел 157 часов налёта. Пилотировал его экипаж, состоящий из командира Андрея Кириченко, второго пилота Александра Зиновьева и бортмеханика Александра Мишечкина. Также в состав экипажа входил пилот-инструктор Леонид Сандлер.

## Катастрофа
Ил-14 с бортовым номером Л-2071 выполнял грузовой рейс 126 из Софии, в ходе которого перевозил багаж китайских спортсменов. В зону киевского аэропорта Жуляны самолёт вошёл в 19:45 на высоте 900 метров и связался с диспетчерским пунктом, передав своё местонахождение, а также запросил, работает ли система посадки. В ответ диспетчер Зайцев дал им условия полёта в коридоре и подхода к аэродрому. Около 20 часов вечера борт Л-2071 связался с бортом Л-1742 (Ил-12) и передал информацию о погоде по маршруту на Одессу. Данный радиообмен длился 2—3 минуты и был последним сообщением от экипажа рейса 126.
Тем временем, в 19:45 из аэропорта Жуляны вылетел Ил-14 с бортовым номером Л-1360, который выполнял тренировочный полёт по кругу. Ориентировочно в 19:54 он приземлился на взлётно-посадочную полосу (ВПП), а затем совершил второй взлёт. При этом задания на второй полёт данного самолёта служба движения аэропорта не знала. Позже на основе анализа данных по времени полёта, показаний свидетелей, а также расположения обломков самолёта был сделан вывод, что борт Л-1360 выполнял полёт по большому растянутому прямоугольному маршруту.
Ил-14 борт Л-2071, подходя к дальнеприводной радиостанции (ДПРС) аэропорта Жуляны, начал выполнять левый разворот для выхода в створ ВПП, когда пилоты неожиданно увидели прямо перед собой борт Л-1360, который заходил на посадку по курсу 262°, находясь при этом на высоте 200—300 метров. Экипаж попытался уйти от столкновения поворотом вправо, но через секунды правый винт борта Л-2071 врезался в правое крыло борта Л-1360, в результате чего в последнем взорвался топливный бак, а само крыло оторвало. Правый двигатель борта Л-2071 оторвался от крыла и врезался в фюзеляж своего самолёта, при этом винтом отрубив кабину. Борт Л-2071 взорвался и сразу упал с правым креном в 300 метрах восточнее (азимут 70°) ДПРС возле двух домов, в которых возник пожар, его кабина упала перед зданием школы № 110 (в 120 метрах северо-восточнее ДПРС), а правый двигатель — за ним. У Л-1360 правое крыло упало на сарай и сгорело, а сам горящий самолёт пролетел несколько секунд, после чего перешёл в пикирование и с правым креном упал в 60 метрах северней здания школы, а затем взорвался, при этом частично разрушив трёхэтажный многоквартирный дом № 27 на улице Совская и вызвав пожар в соседнем частном доме и сарае.
Самолёты столкнулись в 20:02 на высоте 200—300 метров примерно в 4,5 километра от ВПП по посадочному курсу 262°, над домом № 32 по проспекту 40-летия Октября, а общий радиус разброса обломков составлял 250 метров. Были частично или полностью разрушены 4 дома и 2 сарая. В катастрофе погибли все 9 членов экипажа обоих самолётов, а также 6 человек на земле, то есть 15 человек. Ещё 23 человека на земле получили ранения, из них 11 — тяжёлые.

## Причины катастрофы
1. Полное отсутствие осмотрительности в полёте со стороны обоих экипажей.
2. Преступно-халатное отношение со стороны дежурного по полётам Светличного к своим служебным обязанностям. Светличный не вёл наблюдение за полётом самолёта № 1360, а также не следил за самолётом № 2071, о котором ему было известно, что он вошёл в зону аэропорта.
3. Диспетчер КДП Зайцев, зная о расчётном времени вхождения самолёта № 2071 в большой круг, не установил с этим самолётом связи после того, как его расчётное время истекло. В процессе всего полёта борта № 2071 от момента входа в зону АДС до столкновения (17 минут) он ни разу не уточнил местонахождение этого самолёта.

Способствующие факторы:
1. Отсутствие чёткого порядка в службе движения аэропорта Киев.
2. Нарушение со стороны лётной службы 86 авиаотряда — в состав экипажа самолёта № 1360 не был включён бортрадист (целью его тренировочного полёта был ввод в строй КК Кириченко).
3. Допуск обоих командиров экипажей к самостоятельной работе производился с грубыми нарушениями.— Выводы следственной комиссии

Виновными в столкновении самолётов суд признал диспетчера КДП А. К. Зайцева и дежурного по полётам В. Ф. Светличного. Оба были приговорены к 10 годам лишения свободы.

## Память о катастрофе

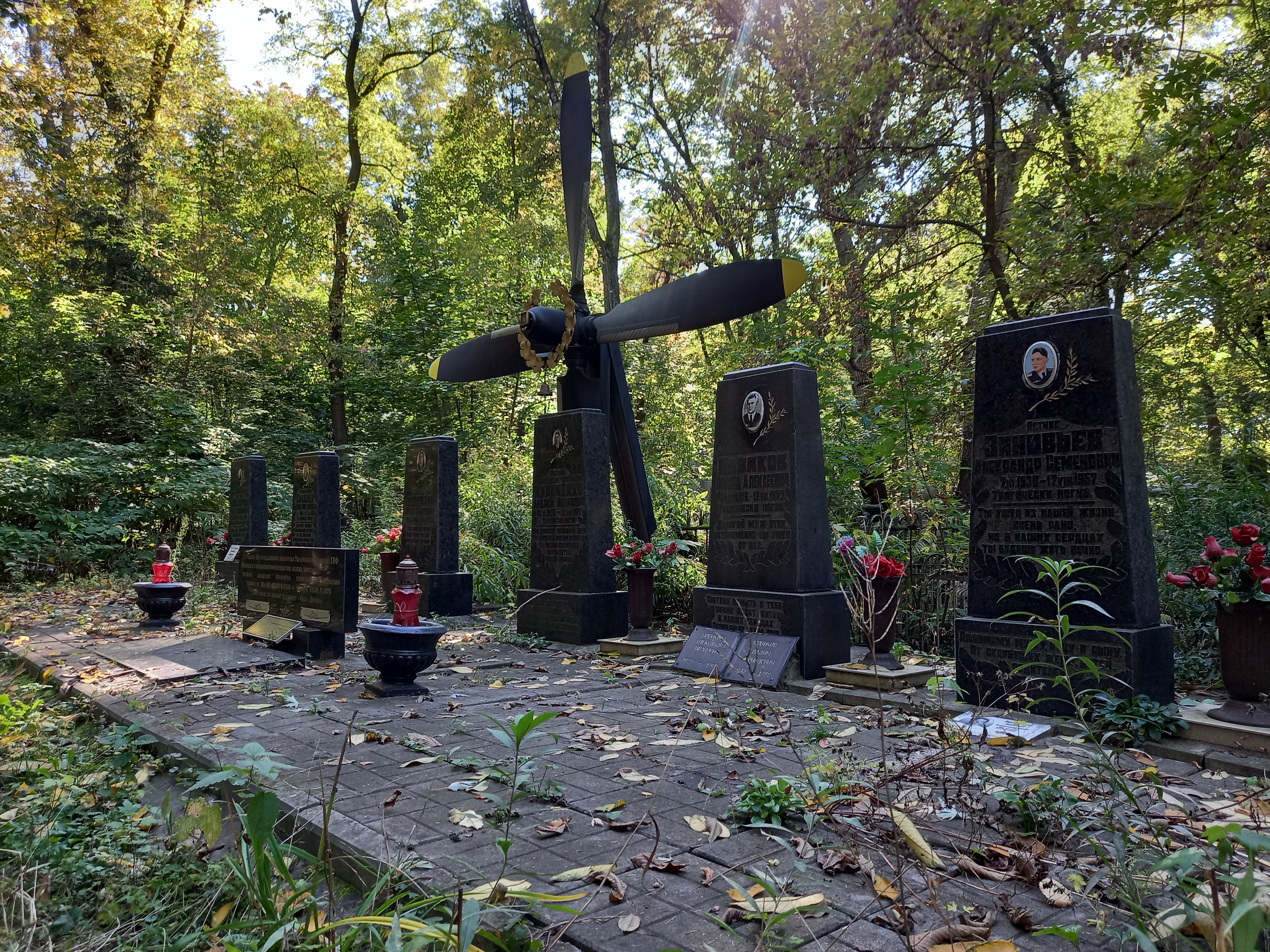
Мемориальный знак на Соломенском кладбище

В 2007 году к 50-летию катастрофы на месте захоронения её жертв на Соломенском кладбище г. Киева сыном пилота-инструктора Сандлера был установлен мемориальный знак в виде пропеллера от самолёта Ил-14.